# Kościół ewangelicko-augsburski w Zielonej Górze
Ewangelicki Kościół Jezusowy – świątynia ewangelicko-augsburska przy Placu Bohaterów w Zielonej Górze, dawny staroluterański kościół Chrystusowy.

## Historia
Został zaprojektowany przez zielonogórskiego architekta powiatowego Emila Friede. Kamień węgielny pod świątynię położono 22 sierpnia 1909. 11 czerwca 1911 nastąpiło jej uroczyste poświęcenie. W 1936 wykonano dwa dzwony, z których jeden został w 1943 zarekwirowany przez wojsko niemieckie. Po zakończeniu wojny świątynię przejęli katolicy, użytkując ją jako kaplicę ślubów pod wezwaniem św. Józefa. Od 1950 jest to ponownie kościół ewangelicki.
Kościół jest jednonawowy, z pięciobocznie zamkniętym prezbiterium i pozornym sklepieniem kolebkowym z podwieszoną konstrukcją belkową związaną z więźbą dachową.